# کوبا (کنتاکی)
کوبا (به انگلیسی: Cuba) یک منطقهٔ مسکونی در ایالات متحده آمریکا است که در شهرستان گریوس، کنتاکی واقع شده‌است. کوبا ۱۵۷٫۸۹ متر بالاتر از سطح دریا واقع شده‌است.